# Kanonicze
Kanonicze (ukr. Каноничі, Kanonyczi) – wieś na Ukrainie, w obwodzie rówieńskim, w rejonie waraskim, siedziba hromady. W 2025 liczyła 880 mieszkańców, wśród których 880 wskazało jako ojczysty język ukraiński.
W okresie międzywojennym wieś znajdowała się w granicach II RP, wchodząc w skład gminy Włodzimierzec w powiecie sarneńskim, w województwie wołyńskim.